# Luxemburgse parlementsverkiezingen 1959
De Luxemburgse parlementsverkiezingen van 1959 werden op 1 februari 1959 gehouden. Hierbij werd voor een periode van vijf jaar een nieuwe samenstelling van de Kamer van Afgevaardigden gekozen.
De Christelijk-Sociale Volkspartij (CSV) van zittend premier Pierre Frieden verloor vijf zetels, maar bleef met 21 van de 52 zetels de grootste partij in het parlement. De liberale Democratische Partij (DP) kreeg er op haar beurt vijf zetels bij. Kort na de verkiezingen overleed premier Frieden en werd onder de nieuwe premier Pierre Werner een coalitie gevormd tussen CSV en DP: de regering-Werner-Schaus I.

## Uitslag
| Partij | Partij                                                                                   | %     | Zetels | Verandering |
|        | Christelijk-Sociale Volkspartij (Chrëschtlech Soziale Vollekspartei)                     | 38,9% | 21     | -5          |
|        | Luxemburgse Socialistische Arbeiderspartij (Lëtzebuerger Sozialistesch Aarbechterpartei) | 33,0% | 17     | -           |
|        | Democratische Partij (Demokratesch Partei)                                               | 20,3% | 11     | +5          |
|        | Communistische Partij van Luxemburg (Kommunistesch Partei Lëtzebuerg)                    | 7,2%  | 3      | -           |
|        | Solidarité Nationale (Solidarité Nationale)                                              | 0,5%  | 0      | -           |
| Totaal | Totaal                                                                                   | 100%  | 52     |             |